# Scènes de rue à Berlin (Kirchner)
Les Scènes de rue à Berlin, sont un cycle d'œuvres du peintre Ernst Ludwig Kirchner réalisées entre 1913 et 1915. Il se compose de onze tableaux, de nombreuses feuilles de carnets de croquis, de dessins à l'encre de Chine, au pastel et à la craie ainsi que de gravures. Les tableaux ont été peints à Berlin. Ils traitent du thème de la grande ville qui se transforme en métropole, avec une attention particulière pour la vie de rue avec les cocottes, les élégantes dames du demi-monde, métaphore du rythme effréné et de la sensualité. Le cycle, qui a de nombreuses références dans la littérature, est considéré comme une étape majeure de l'expressionnisme allemand. 

## Peintures
Parmi les œuvres du cycle, les peintures occupent une place centrale. La série a commencé fin 1913 avec Cinq femmes dans la rue. La dynamique des compositions s'est ensuite accrue. Kirchner a utilisé des dispositifs stylistiques futuristes, mais les œuvres montrent également des éléments maniéristes. Commencés en 1914, la plupart des tableaux ont été achevés en 1915, certains seulement dans les années 1920. 
La liste suivante est basée sur le catalogue raisonné établi par Donald E. Gordon. Étant donné que les noms sont parfois très similaires, le numéro de catalogue (WVZ) a également été indiqué pour éviter toute confusion. 
| Tableau | Titre, n°WVZ et autres indications | Lieu |  |
| ------- | --- | --- |  |
|         | Cinq femmes dans la rue 1915, huile sur toile, WVZ 362 120 × 90 cm[3] Premier tableau du cycle; il montre 5 cocottes sur un trottoir. | Museum Ludwig, Cologne Le tableau a été acquis en 1926 par le Musée Folkwang à Essen où il a été saisi le 6 juillet 1937 dans le cadre de l'action „Art dégénéré“ et exposé jusqu'en novembre 1937. Puis il a été entreposé au dépôt du Château de Schönhausen puis en mars 1940 à la Galerie Ferdinand Möller de Berlin. En 1947, la Galerie Günther Franke de Munich l'a vendu au collectionneur Josef Haubrich qui l'a donné au Musée Wallraf Richartz de Cologne. En 1976, il a été pris en charge par le Musée Ludwig. |  |
|         | Scène de rue à Berlin 1913/1914, huie sur toile, WVZ 363121 × 95 cm                                                                   | Neue Galerie, New York En 2006, le tableau a retenu l'attention dans le cadre de la Restitution des œuvres d'art spoliées sous le Troisième Reich. Il avait été en possession du collectionneur Alfred Hess. En 1936 sa veuve Thekla Hess l'a légué à l'association artistique de Cologne. Fin 1936, il est parvenu en possession du collectionneur Carl Hagemann de Francfort-sur-le-Main, dans des circonstances obscures. Les héritiers de Hagemann l'ont transmis à Ernst Holzinger. En 1980, la veuve d'Holzinger l'a légué à la ville de Berlin où il a été exposé au Brücke-Museum. En 2006, la vilel de Berlin l'a restitué aux héritiers de Hess en vertu des Principes de la Conférence de Washington applicables aux œuvres d’art confisquées par les nazis de 1998. Le 8 novembre 2006 il a été mis aux enchères chez Christie's à New York. Le nouveau propriétaire est la „Neue Galerie“ de New York. |  |
|         | La Rue 1913, huile sur toile, WVZ 364120,6 × 91,1 cm                                                                                  | Museum of Modern Art, New York Le tableau a été acheté en 1920 par la National galerie de Berlin et exposé au Palais du Kronprinz. En 1937, il a été saisi dans le cadre de l'action « Art dégénéré ». À partir d'octobre 1938 il a été entreposé au dépôt du Château de Schönhausen puis en février 1939 vendu au Musée d'art moderne de New York par l'intermédiaire du marchand d'art Karl Buchholz. |  |
|         | Straßenszene Berlin 1913, Öl auf Leinwand, WVZ 414 verso69,9 × 50,8 cm Le tableau est peint au verso de Kopf Gräf de 1914.            | Collection privée Kirchner a gardé le tableau jusqu'à sa mort et a été vendu en 1952 par les héritiers au collectionneur Werner Brunner à Saint-Gall. En 1978 il a été acquis par la galerie Roman Norbert Ketterer puis mis aux enchères par Sotheby's en 1997 à Londres. Le collectionneur canadien Charles Tabachnick a remporté l'enchère et l'a exposé au Musée des beaux-arts de l'Ontario à Toronto ausgestellt. En 2009 il a été à nouveau vendu aux enchères pour 5,4 millions de livres à un acheteur inconnu. |  |
|         | Scène de rue 1914/1922, huile sur toile, WVZ 36570 × 48 cm                                                                            | Collection privée, Suisse |  |
|         | Rue avec une cocotte en rouge 1914/1925, huile sur toile, WVZ 366120 × 90 cm                                                          | Collection Thyssen-Bornemisza, Madrid |  |
|         | Friedrichstraße, Berlin 1914, huile sur toile, WVZ 367 125 × 91 cm                                                                    | Staatsgalerie, Stuttgart |  |
|         | Rue de Leipzig avec le tramway électrique ou aussi : Petite image de la ville 1914, huile sur toile, WVZ 36869,5 × 79 cm              | Museum Folkwang, Essen |  |
|         | Deux femmes dans la rue 1914, huile sur toile, WVZ 369120,5 × 91 cm                                                                   | Kunstsammlung Nordrhein-Westfalen, Düsseldorf |  |
|         | Potsdamer Platz, Berlin 1914, huile sur toile, WVZ 370200 × 150 cm                                                                    | Neue Nationalgalerie, Berlin |  |
|         | Femmes dans la rue 1915, huile sur toile, WVZ 427126 × 90 cm                                                                          | Musée Von der Heydt, Wuppertal |  |

## Dessins et graphiques
Sur le même thème, Kirchner a réalisé 32 croquis, 15 dessins au pinceau d'encre, 17 dessins au pastel et à la craie, 14 gravures sur bois, dont certaines  sont coloriées, 14 gravures et huit lithographies. Voici une petite sélection :

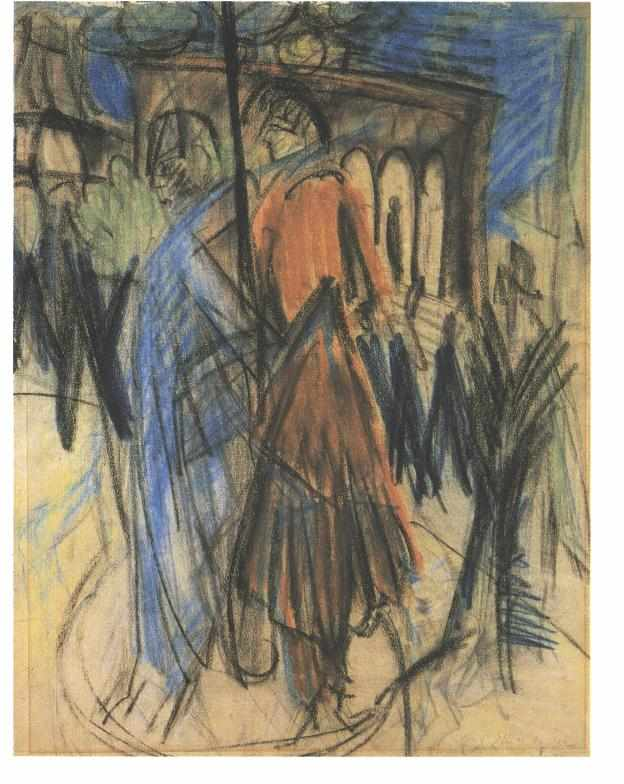
Potsdamer Platz, dessin à la craie 1914
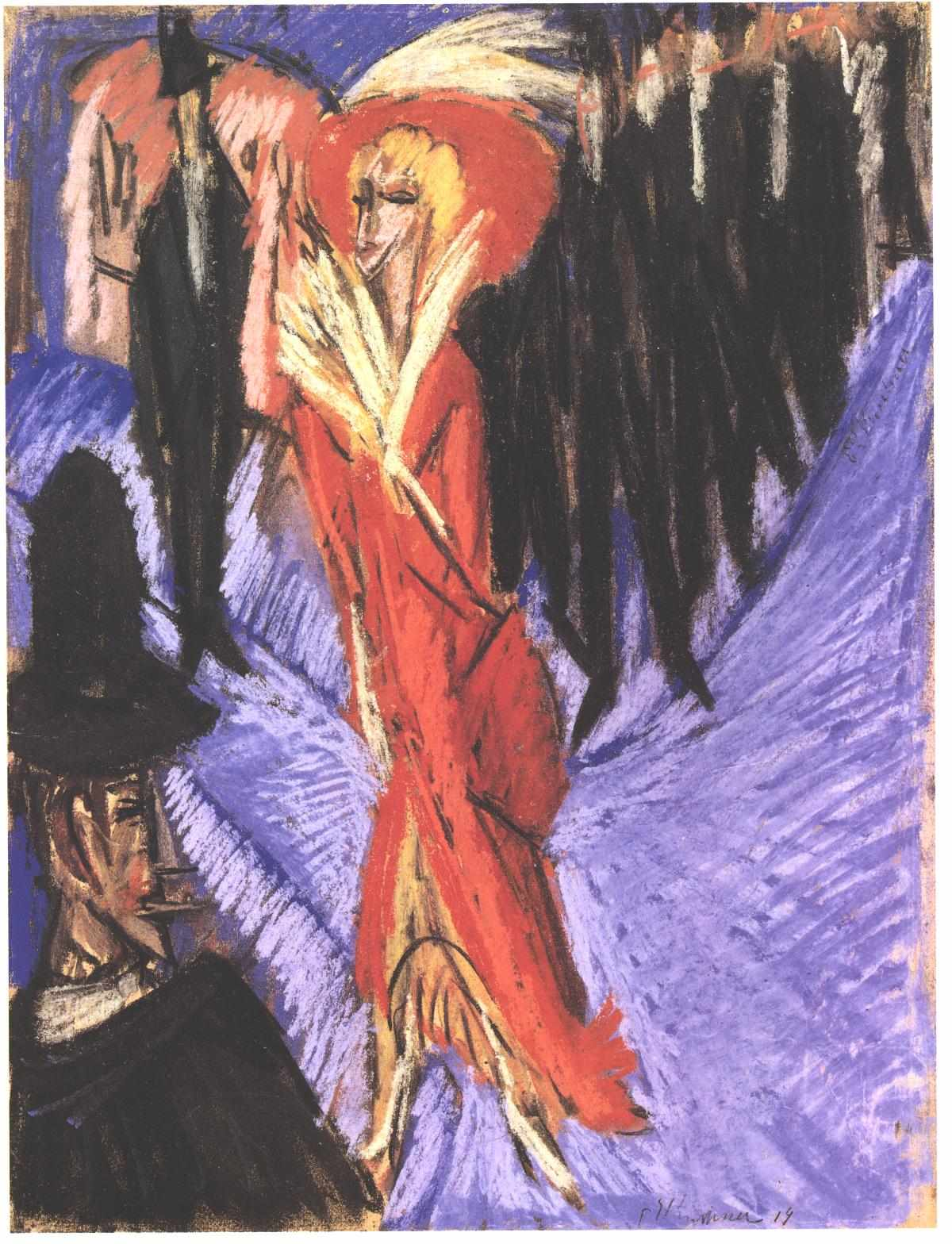
Cocotte rouge, dessin à la craie 1914
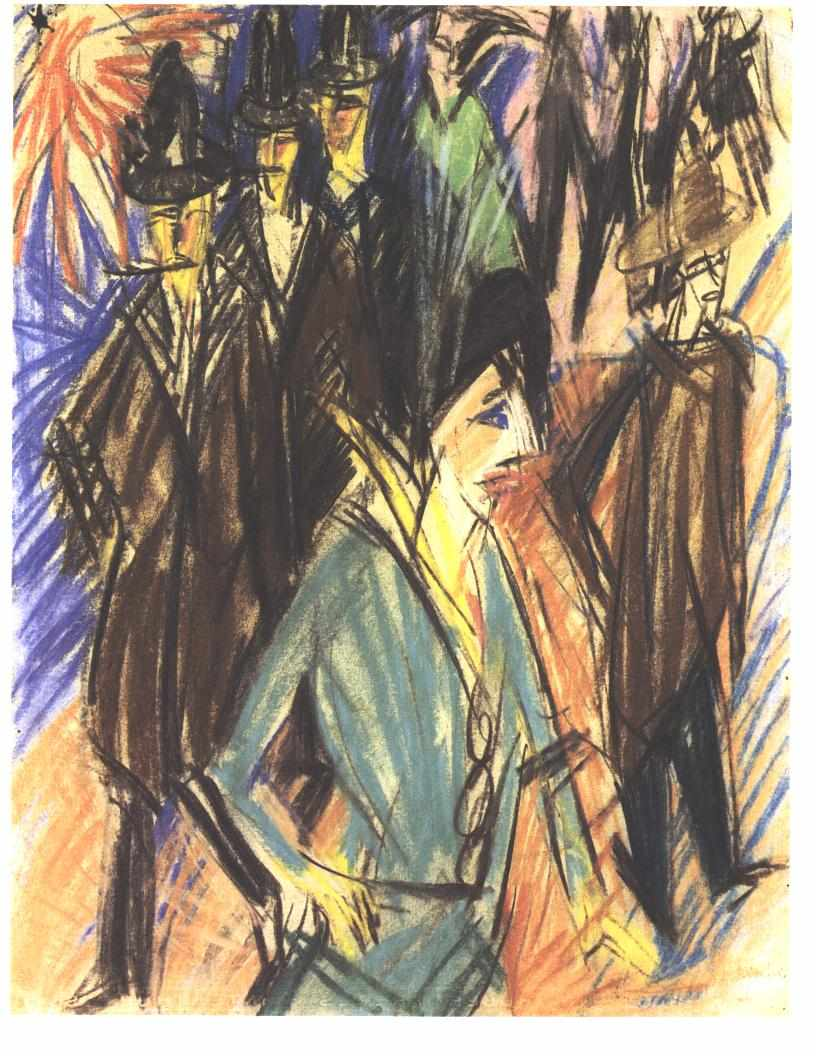
Scène de rue avec cocotte verte, dessin à la craie 1914
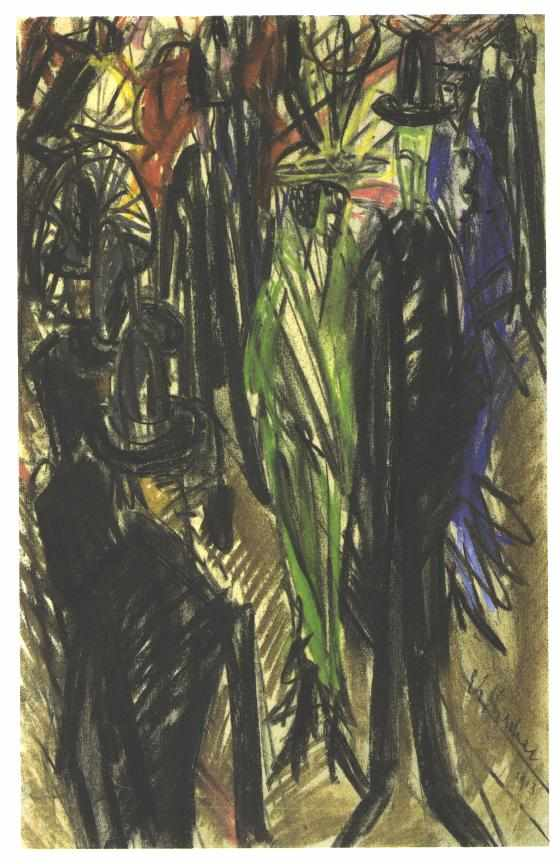
Scène de rue avec une dame verte, dessin à la craie 1914
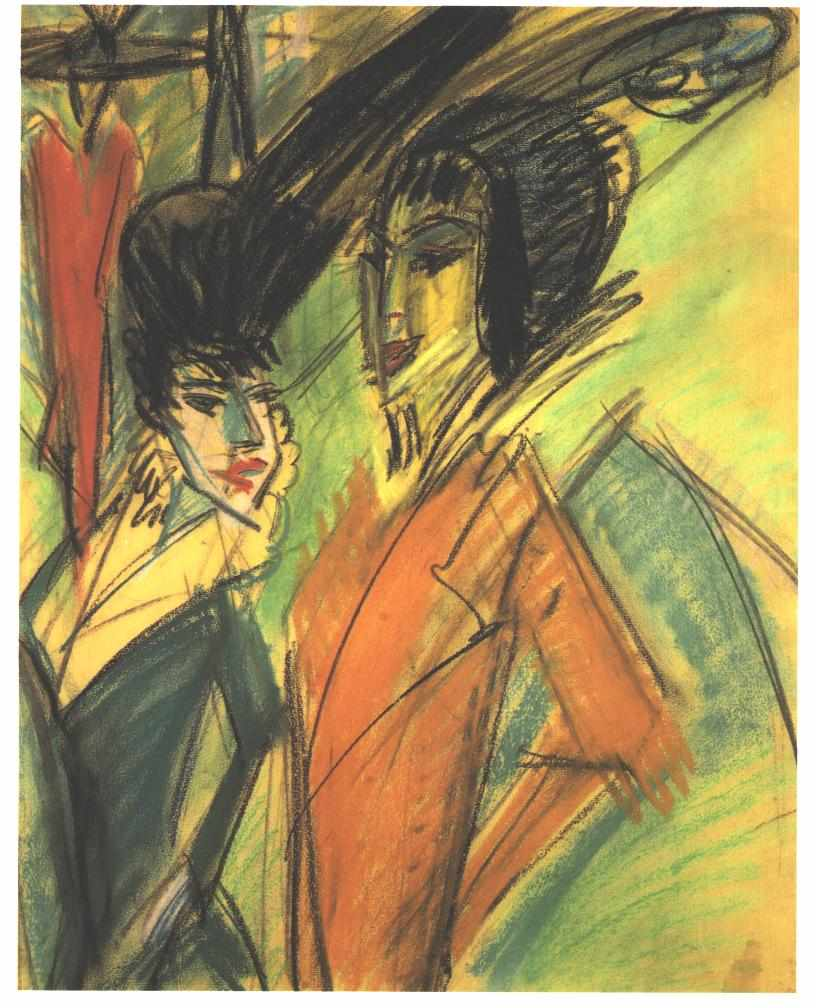
Deux cocottes, dessin à la craie 1914
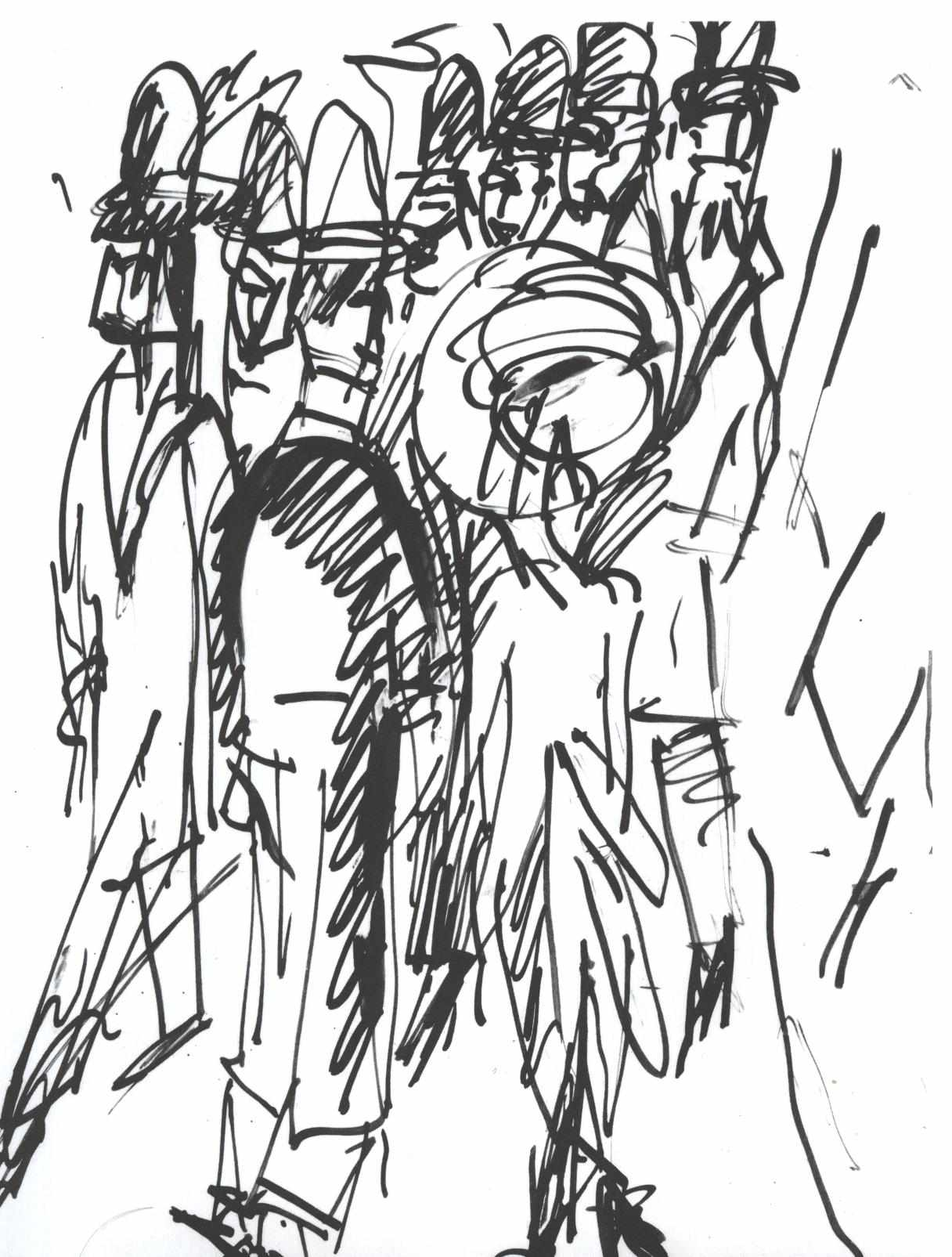
Scène de rue de Berlin, dessin à l'encre de Chine 1914
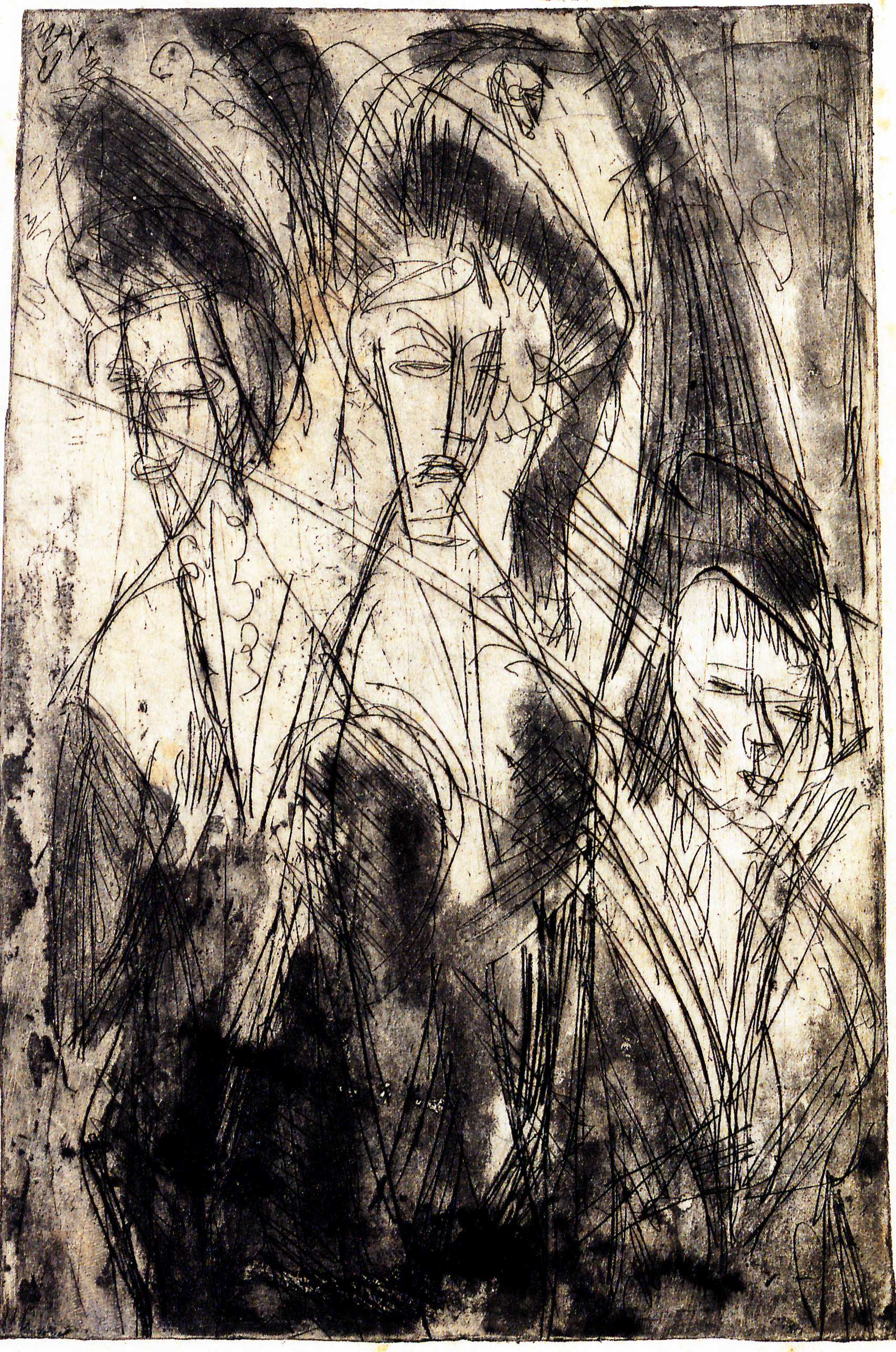
Trois cocottes la nuit, gravure 1914
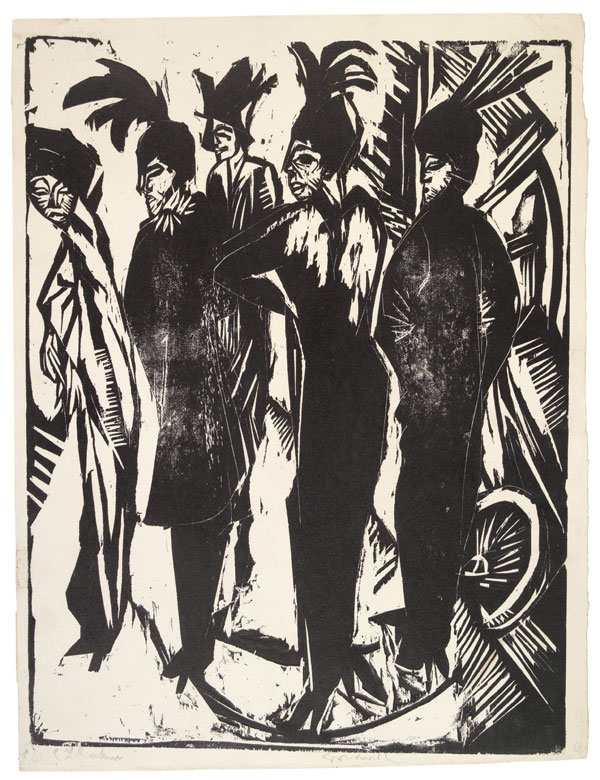
Cinq cocottes, gravure sur bois 1915
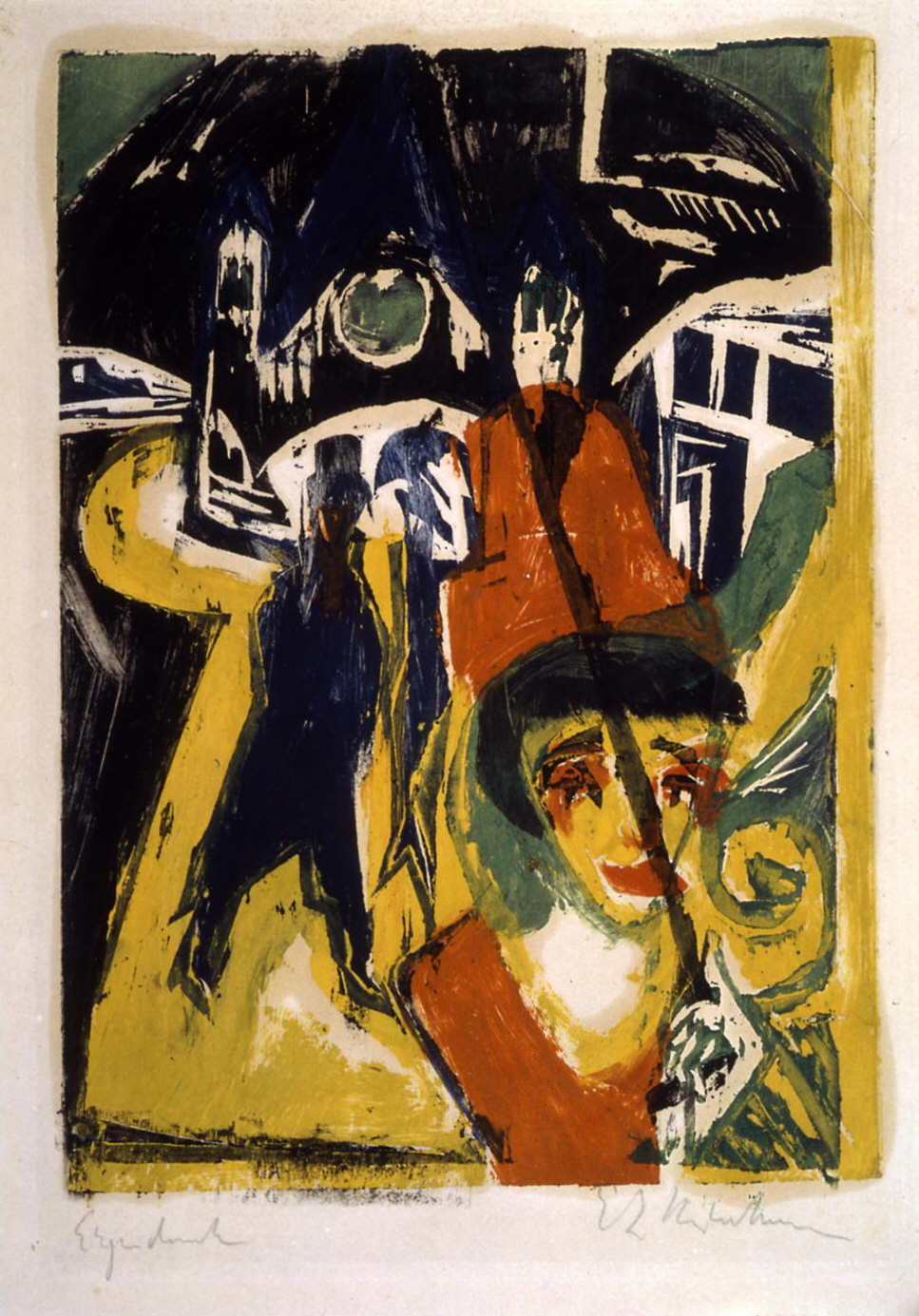
Cocotte dans la rue, gravure sur bois 1915

## Citation
« Aufgedunsen schwankt man, um zu arbeiten, wo doch jede Arbeit vergeblich und der Ansturm des Mittelmäßigen alles umreißt. Wie die Kokotte, die ich malte, ist man jetzt selbst. Hingewischt, beim nächsten Male weg. Trotzdem versuche ich, immer noch Ordnung in meine Gedanken zu bringen und aus dem Verwirrenden ein Bild der Zeit zu schaffen, was ja meine Aufgabe ist. »
« C'est gonflé de se plonger dans le travail, lorsque tout le travail est vain et que la ruée vers la médiocrité décrit tout. Maintenant je suis comme la cocotte que j'ai peinte, lessivé et la prochaine fois foutu. Néanmoins, j'essaie de garder mes pensées en ordre et de créer une image du temps hors de la confusion, c'est mon devoir. »
Ernst Ludwig Kirchner dans une lettre à Gustav Schiefler le 12 novembre 1916